# Mont Ryōkami
Le mont Ryōkami (両神山, Ryōkamisan) est une montagne située à l'ouest du bourg d'Ogano et de la ville de Chichibu, dans la préfecture de Saitama (district de Chichibu), à l'extrémité nord des monts Okuchichibu. Son altitude est de 1 723 mètres.
Le mont Ryōkami est inclus dans la liste des 100 montagnes célèbres du Japon.